# Vaga (znak)
Vaga (lat. Libra) je jedan od 12 horoskopskih znakova. Osobe rođene od 23. rujna do 23. listopada rođene su u znaku vage.
- Vladajući planet - Venera
- Element - Zrak